# Route A4 (Grande-Bretagne)
Pour les articles homonymes, voir Route A4.
Ne doit pas être confondu avec l'autoroute britannique M4.
La route A4 est une route majeure en Angleterre qui relie Central London à Avonmouth en passant par l'aéroport de Londres-Heathrow, Reading, Bath et Bristol. Elle est historiquement connue sous le nom Bath Road (en français : « Route de Bath ») et contient des segments de la Great West Road (en français : « Grande route ouest ») et la route Portway (en) qui relie Bristol à Avonmouth. Elle a un temps été la principale route reliant Londres à Bath, Bristol et à l'ouest de l'Angleterre et formait, après l'A40, la deuxième artère routière vers l'ouest depuis Londres.
Bien que la plupart des véhicules utilisent l'autoroute M4 aujourd'hui, l'A4 reste une route très empruntée.

## Histoire

### Prémices
Le tracé actuel de l'A4 est en grande partie celui des anciennes voies romaines (surtout celle qui relie Silchester à Bath (en)). Une carte de la forêt de Savernake réalisée en 1228 mentionne « The King's Street » qui relie Hungerford à Marlborough. Cette rue correspondait à peu près au tracé de l'A4 moderne. En 1635, Thomas Witherings (en) est chargé par le roi Charles Ier de construire six « grandes routes » pour faciliter la livraison du courrier, dont la Great West Road.
Au XVIIe siècle, une route est construite entre Londres et Bristol. Elle est largement identique au tracé actuel de l'A4. Elle est alors connue sous l'appellation Great Road to Bristol (en français : « Grande route vers Bristol »). Lorsque la reine Anne commence à fréquenter les bains de la ville de Bath, la route est connue sous le nom Bath Road. Au fil des ans, le tracé de la route change au gré de l'ajout de péages et de la privatisation de ses segments. Par exemple, en 1750 la route vers Londres faisait passer par Melksham en raison de l'ajout d'un péage. En 1695, le cartographe John Ogilby réalise une carte des alentours de Hungerford et montre deux itinéraires distincts pour la Great West Road.

### Privatisation
Lorsque Bath est devenue plus célèbre, les portions de la route en amont de la ville sont privatisées afin de financer leur maintenance et de les améliorer. La première section à être privatisée est celle qui relie Reading à Theale, en 1714. En 1717, la route reliant Kensington et Twyford en passant par Hounslow Hill est privatisée.

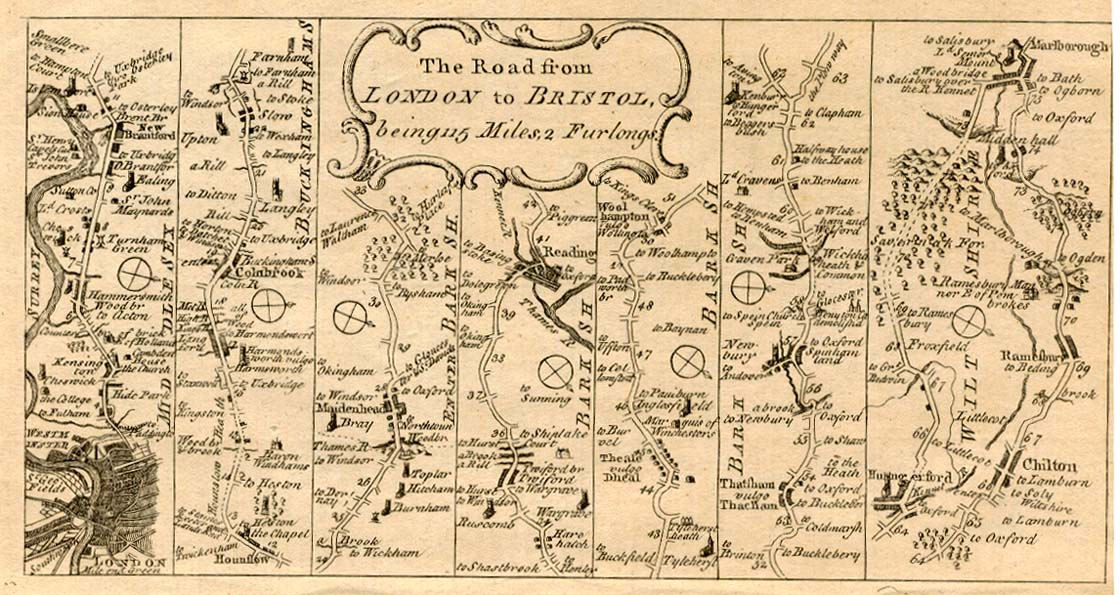
Une carte de la route de Bath en 1786.

Les routes étant gérées par des acteurs privés, les conditions routières pouvaient être très différentes selon l'endroit où on se trouvait. Dans le bassin de l'argile de Londres, à Kensington, Brentford, Hounslow et Slough, la météo hivernale rendait la route boueuse et presque impraticable. En revanche, les sections à l'approche de Bath étaient en bien meilleur état et de qualité supérieure du fait de leur gestion privatisée.
Des péages sont mis en place à Colnbrook, Maidenhead, Twyford, Reading, Thatcham et Benham. Au cours des années 1820, le recours à de bons géomètres permet d'améliorer l'état de la route et de favoriser un flux accru de véhicules. En 1862, le Highway Act transforme les sections privatisées en districts routiers. Ainsi, progressivement et jusqu'à la fin des années 1860, les péages privés sont supprimés par différentes lois du Parlement britannique. Le péage à l'ouest de Reading est supprimé en 1864, car l'étalement urbain avait rendu les tarifs trop élevés pour une simple route de banlieue.

### Courrier et transports en commun
Avec l'amélioration du réseau routier, le transport postal est devenu plus facile et donc plus rentable à mesure que les volumes augmentaient. À Bristol, un bureau de poste est établi dès les années 1670. La durée pour relier Londres était alors estimée à 16 heures et 45 minutes. Une lettre envoyée à Bath en 1684 prenait environ 3 jours pour arriver au bureau de poste de Marshfield. Les temps de trajet diminuent au fil du temps et de la privatisation de la route, malgré les péages, passant de 2 jours en 1752 à 38 heures en 1782 et à 18 heures en 1836. Les diligences de la Royal Mail pouvaient faire le trajet en 12 à 13 heures en 1836.
Au début du XIXe siècle, le transport par diligences était à son apogée : jusqu'à six diligences transportaient chaque jour des passagers à destination et en provenance de Londres le long de la Bath Road en 1830, et dix en 1836. Hungerford se trouve à peu près à mi-chemin du trajet entre Londres et Bristol, et était donc idéalement placée pour profiter de l'augmentation du transport par diligences. En 1836, cinq compagnies exploitaient un service de diligences via Hungerford. Ce mode de transport perd des voyageurs lorsque la Great Western Railway est construite. En 1843, plus aucune diligence ne circule entre Bristol et Londres.

### De la Bath Road à l'A4
La première section carrossable de la Great West Road ouvre en 1914, puis est progressivement étendue en 1925. L'ancienne Bath Road est renommée route A4 en 1922, lorsque toutes les routes britanniques sont nommées de la même manière.

## Description

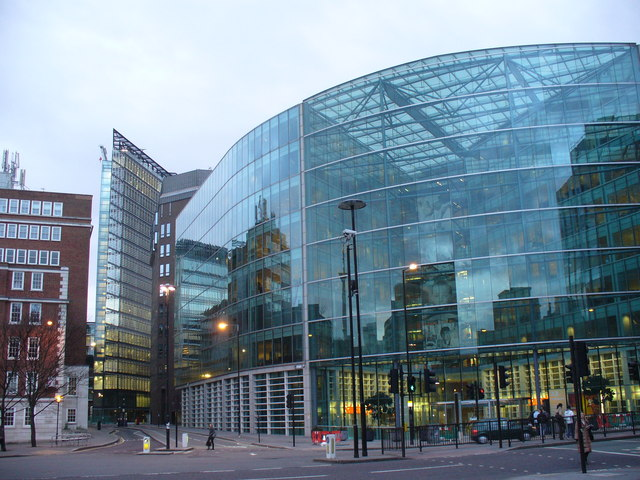
L'A4 traverse une partie de la New Latter Lane, et passe devant les bureaux de Sainsbury's.

### De Holborn Circus à Westminster (650 mètres)
L'A4 débute dans la continuité de la New Fetter Lane, dans la Cité de Londres, au Holborn Circus. Elle se poursuit vers le sud où elle rejoint Fleet Street.

### De Westminster à Hammersmith par Kensington (7,4 km)
La route se dirige ensuite vers l'ouest à travers la Cité de Westminster (par Aldwych et The Strand), en passant devant des monuments historiques tels que la Cour royale de justice, le Savoy Theatre, l'Adelphi Theatre ainsi que la gare de Charing Cross.
De la gare de Charing Cross à Green Park, l'A4 est divisée en deux routes distinctes selon le sens de circulation. En provenance de l'ouest, l'A4 continue le long du Strand jusqu'à Charing Cross, puis poursuit le long de Cockspur Street et dans Pall Mall, où se trouvent de nombreux gentlemen's club ainsi que l'Institute of Directors (en), avant de tourner à droite le long de St James's Street pour atteindre Piccadilly.

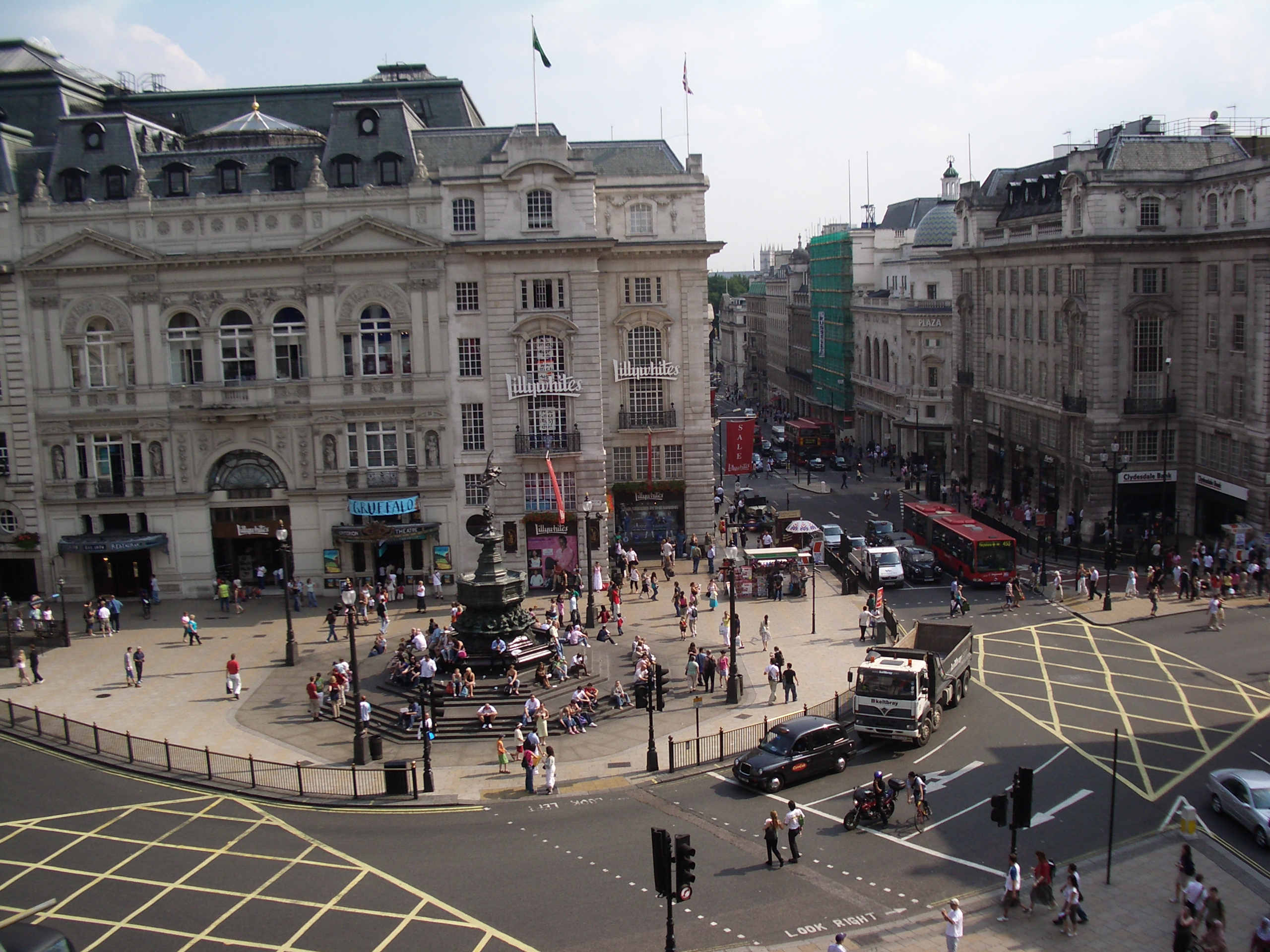
Piccadilly Circus.

En provenance de l'est depuis Green Park, l'A4 longe toute la longueur de Piccadilly jusqu'à Piccadilly Circus, avant de tourner à droite le long de Haymarket. Elle tourne ensuite à gauche le long de Pall Mall East, puis à droite le long du côté ouest de Trafalgar Square, en passant devant la National Gallery et la Maison du Canada (en), jusqu'à Charing Cross. Enfin, elle tourne à gauche pour longer le côté est de la place, en passant par la South Africa House, puis à droite le long de Duncannon Street pour atteindre la gare de Charing Cross.
La première partie de Regent Street, de Waterloo Place à Piccadilly Circus, fait également partie de l'A4 en direction du nord uniquement.
Depuis Green Park, l'A4 entre dans un court tunnel sous Hyde Park Corner, où se trouve l'arc de Wellington. Ensuite, la route continue le long de la première partie de Knightsbridge avant de tourner à gauche sur Brompton Road. C'est dans ce quartier aisé de Londres que se trouvent les grands magasins Harrods et Harvey Nichols ainsi que de nombreuses ambassades. À cet endroit, la route entre dans le borough royal de Kensington et Chelsea.
À l'oratoire de Londres, la route longe la Thurloe Place et les Cromwell Gardens, passe devant le Victoria and Albert Museum et le centre ismaélien, puis entre sur Cromwell Road en passant devant le musée d'histoire naturelle. À Earl's Court, l'A4 devient une voie rapide et continue le long de West Cromwell Road, au-dessus de la West London Line, jusqu'à West Kensington et au borough de Hammersmith et Fulham.

### De Hammersmith à l'aéroport de Londres-Heathrow (17,2 km)

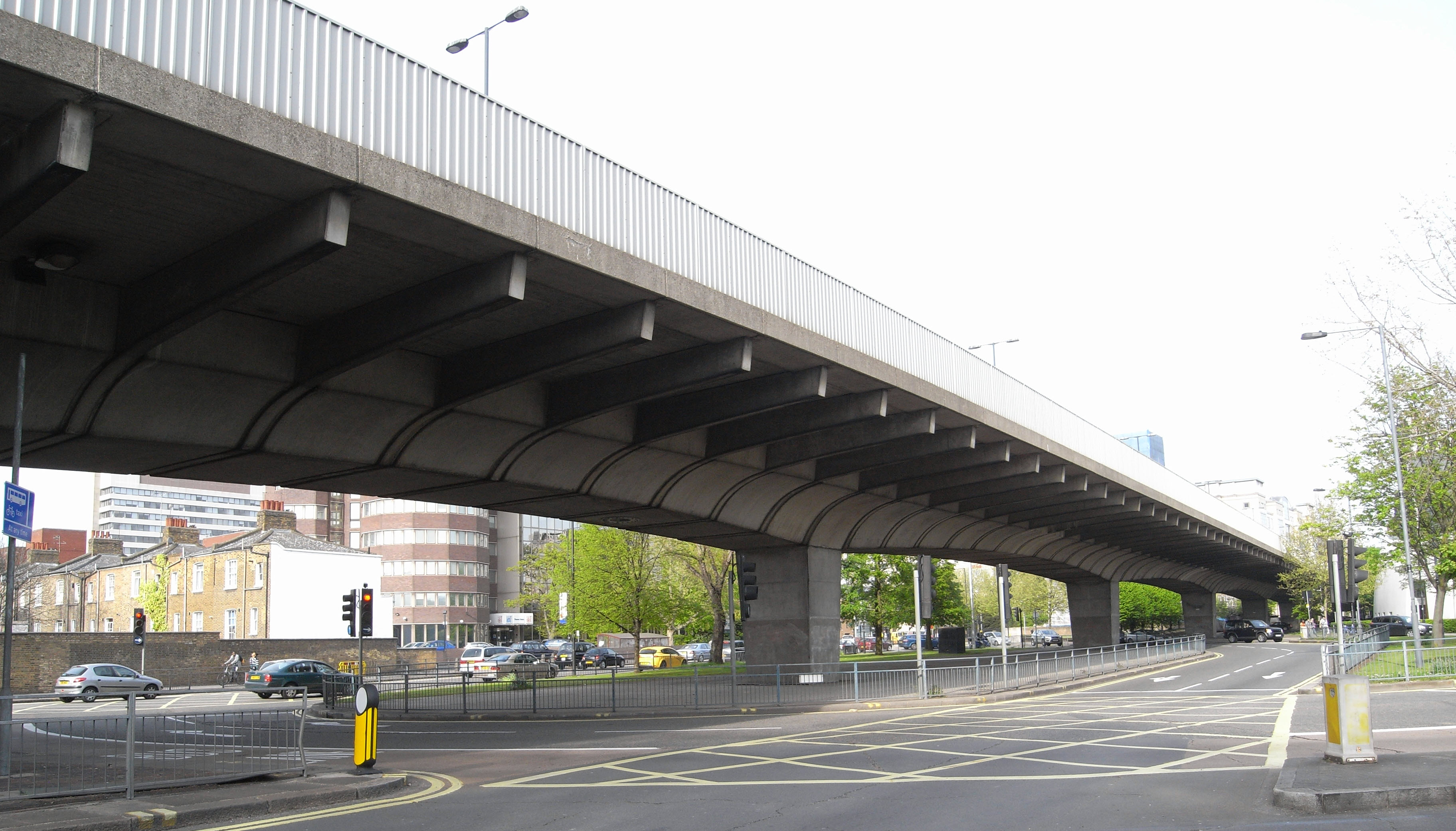
Le pont autoroutier de Hammersmith.

L'A4 continue sur Talgarth Road et passe devant la London Academy of Music and Dramatic Art. La route passe sur un pont au niveau de Hammersmith et se dirige vers l'aéroport de Londres-Heathrow en longeant les deux églises de Hammersmith, St Paul et St Peter. À cet endroit, la route frôle la Tamise.
La route entre ensuite dans Chiswick et dans le borough de Hounslow. Après le rond-point de Hogarth, la route passe par la maison d'Hogarth sous le nom Hogarth Lane, puis s'appelle Ellesmere Road et Cedars Road. Elle redevient Great West Road à quelques mètres du début du pont de Chiswick. La cathédrale orthodoxe russe de Gunnersbury est visible sur la droite de la route.

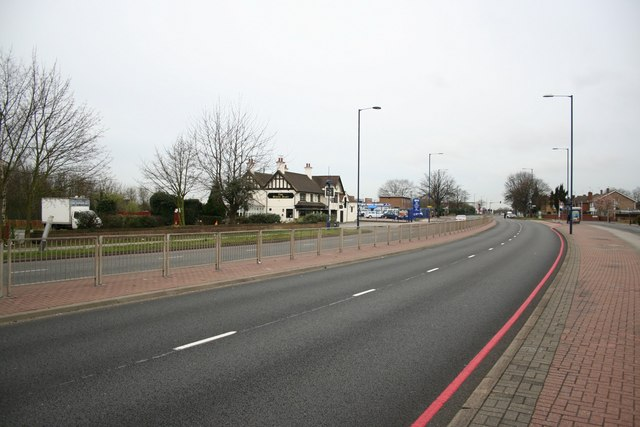
L'A4 près de l'aéroport de Londres-Heathrow.

Le prochain carrefour important est le rond-point de Chiswick. La route passe ensuite à côté des bureaux de GlaxoSmithKline à Brentford, où elle suit la M4 jusqu'au pont sur la rivière Brent. Le tronçon entre la frontière ouest de Chiswick et Syon Lane est connu sous le nom de Golden Mile, avec quelques usines art déco remarquables. La route traverse Osterley et Hounslow où elle se sépare de l'A30, également connue sous le nom de Great South West Road.

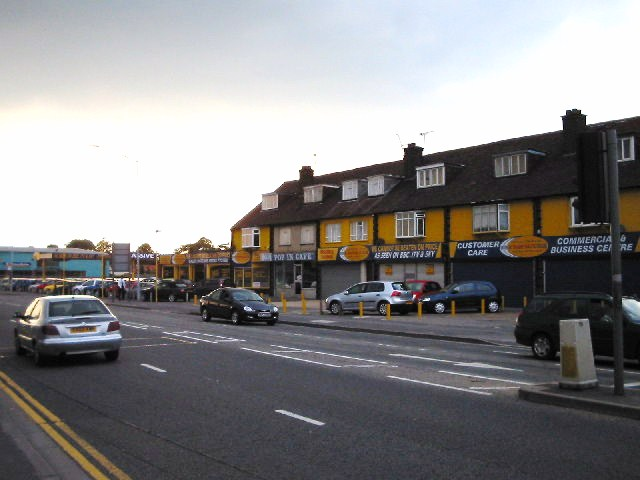
L'A4 à Slough.

L'A4 change alors de nom pour devenir Bath Road, entre dans Cranford et traverse la rivière Crane dans le borough de Hillingdon. Elle longe ensuite la frontière nord de l'aéroport de Londres-Heathrow avant de quitter la banlieue de Londres par la M25 en direction de l'ouest.

### De l'aéroport de Londres-Heathrow à Slough (10,8 km)
Après avoir quitté l'aéroport de Londres-Heathrow, l'A4 emprunte le pont Colnbrook et enjambe l'autoroute M25.
En continuant vers le centre-ville de Slough, la route, désormais appelée London Road, passe à la droite de Kedermister Park. Après avoir passé la Sussex Place, l'ancien couvent de Saint-Bernard, reconnu pour son architecture remarquable, se trouve sur la droite. Plus loin, la route passe à droite de l'immense supermarché de Tesco et à gauche des centres commerciaux Queensmere et Observatory.

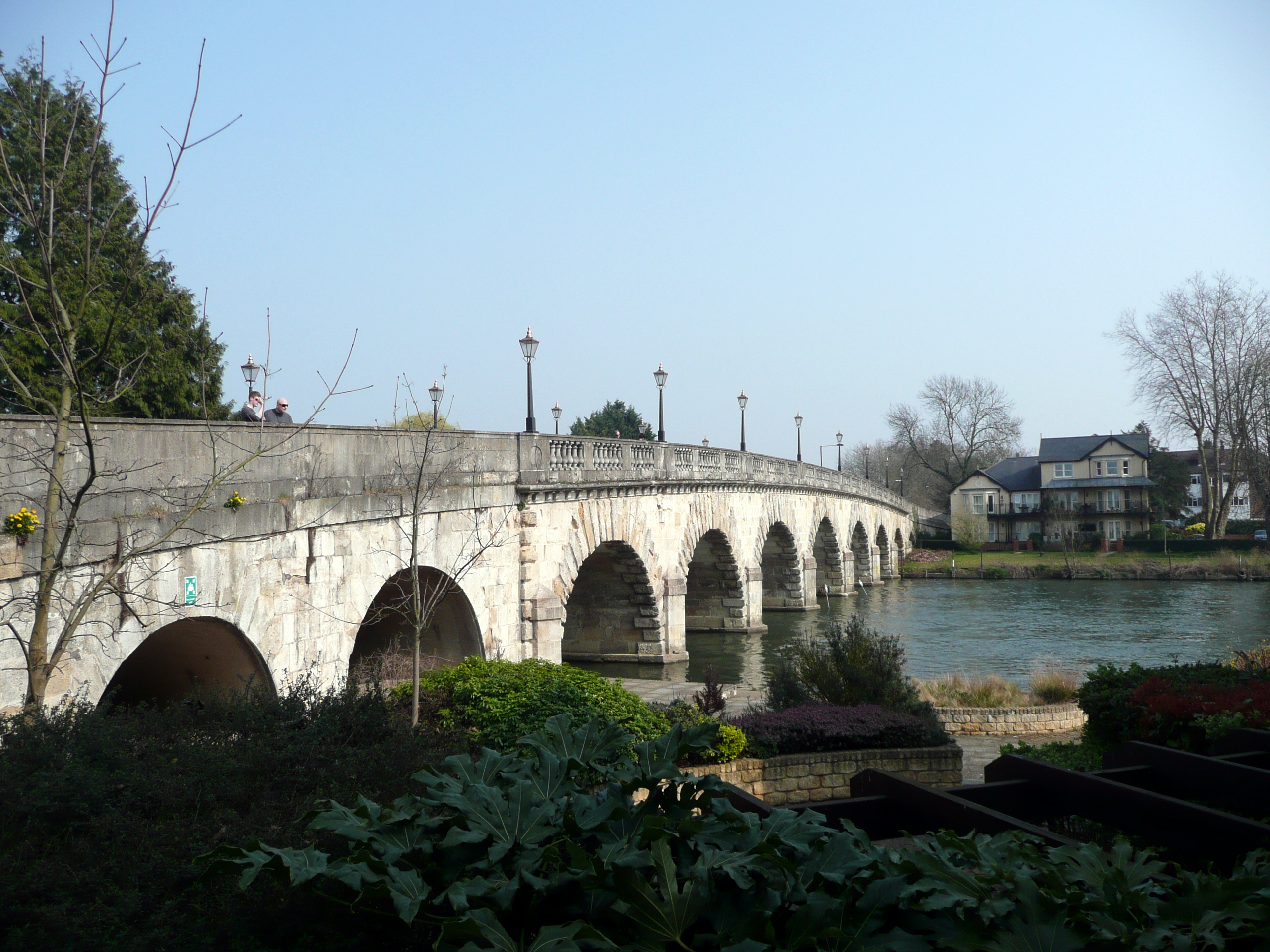
Le Maidenhead Bridge au-dessus de la Tamise.

A la fin de cette section se trouve la gare de Slough, desservie par la Great Western Railway.

### De Slough à Maidenhead (9,5 km)
En continuant depuis le centre de Slough, la route se dirige vers l'ouest en direction de Maidenhead. La route est brièvement à double sens sur la Wellington Street, puis à nouveau brièvement sur la High Street, au-dessus du pont ferroviaire de la ligne entre Slough et la gare centrale de Windsor.
Le prochain carrefour routier important se trouve près du pub Three Tuns, là où l'A4 croise l'A355. Cette route se dirige vers le nord en direction de Farnham Royal, Farnham Common, Beaconsfield et de la M40. L'A4 est alors parallèle à la Great Western Main Line et à la M4. La route tourne à droite à Taplow, puis passe sur le Maidenhead Bridge qui enjambe la Tamise dans la périphérie est de Maidenhead.
Au centre-ville de Maidenhead, l'A4 forme une jonction avec l'A308. En poursuivant vers le nord sur l'A308, on arrive à l'A404 en direction de Marlow et High Wycombe. Au sud, l'A308 se dirige vers Windsor et offre la possibilité de bifurquer vers la M4.

### De Maidenhead à Reading (19,8 km)

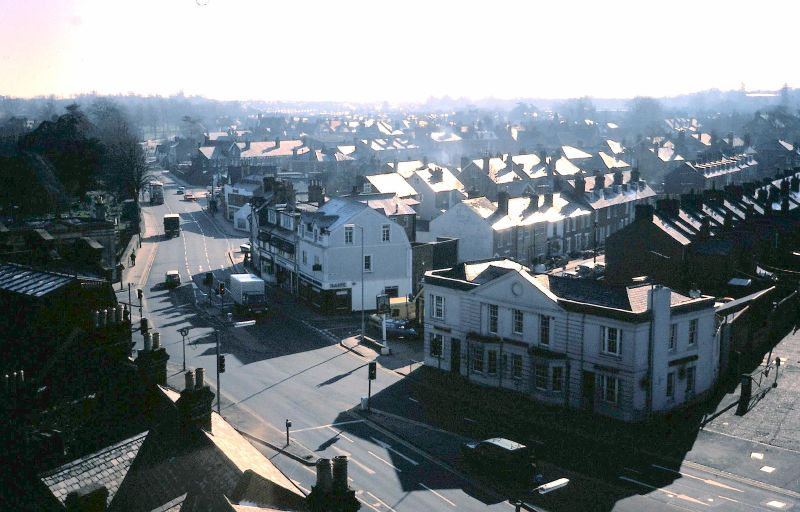
L'A4 à Reading en 1976.

En sortant du centre-ville de Maidenhead, la route est nommée Castle Hill puis Bath Road. Dans la périphérie, la route fait rapidement partie de l'A404. L'A4 traverse ensuite la campagne avant de suivre la New Bath Road dans la périphérie de Twyford. Cette rocade, construite en 1929, s'écarte de l'ancien tracé de l'A4 et traverse la rivière Loddon en direction des banlieues de Reading en passant par le village de Charvil.
L'A4 passe par le King George's Field à Sonning, qui sert de terrain de jeu au Reading Cricket and Hockey Club. En entrant dans Reading, la route traverse l'A3290.
L'A4 traverse l'A329 à la Cemetery Junction qui relie Wokingham à Pangbourne, puis passe devant le Royal Berkshire Hospital et le London Road Campus de l'Université de Reading. À London Street et à nouveau à Southampton Street, l'A4 traverse l'A327.

### De Reading à Newbury (26,9 km)
L'A4 poursuit ensuite le long de Pell Street et continue vers l'ouest. Elle traverse la rivière Kennet, le Holy Brook et l'A33, qui va en direction de Basingstoke. À l'ouest de Reading, l'A4 passe par Prospect Park et les banlieues de Southcote, Horncastle et Calcot avant de se rapprocher de la M4. L'A4 se dirige ensuite vers le sud-ouest en passant par Theale en traversant l'A340 qui se dirige vers Pangbourne.
En direction de Thatcham, la route passe par Aldermaston Wharf, longe le canal Kennet et Avon et traverse les villages de Woolhampton et Midgham. Une grande zone industrielle se trouve sur la gauche à l'approche de Thatcham. La route passe Thatcham et se dirige vers Benham Hill et Newbury. La voie rapide continue ensuite le long de London Road lorsqu'elle entre dans la périphérie de Newbury.
En direction du centre de Newbury, l'itinéraire passe à gauche de l'hôpital communautaire du West Berkshire. Peu avant le centre-ville, la route fait partie de l'A339 en direction de l'A34 au nord et de Basingstoke au sud.

### De Newbury à Marlborough (30,2 km)

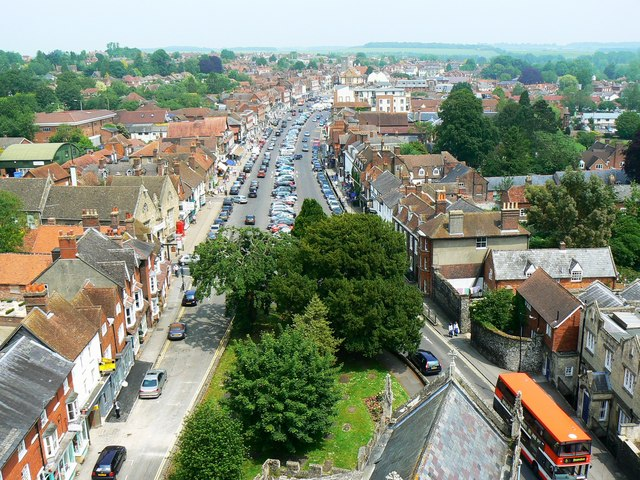
L'A4 à Marlborough.

La route sort de la ville par Speenhamland le long de la Western Avenue et de Bath Road jusqu'à la traversée de la rocade de l'A34 de Newbury. Ensuite, elle traverse une campagne vallonnée en ligne droite vers Hungerford, en parallèle du canal Kennet et Avon en traversant la rivière Kennet à la périphérie de la ville en même temps qu'elle croise l'A338. La route n'entre pas dans le centre-ville, mais continue au nord de la ville en direction de Marlborough, en passant par le village de Froxfield et le nord de la forêt de Savernake.
En entrant dans la périphérie de Marlborough, la route traverse à nouveau la rivière Kennet, et croise brièvement l'A346 en direction du nord de Swindon. Elle entre ensuite au centre-ville où elle devient la High Street. Il s'agit d'une artère commerciale typique des villes anglaises, dans la mesure où elle est large et avec de l'espace pour les étals de marché de chaque côté.
Jusqu'à la fin des années 1980, la majeure partie de cette section était à trois voies, la voie centrale étant disponible pour dépasser le trafic dans les deux sens. Cela était considéré comme dangereux, et la route a maintenant une voie plus large que la normale dans chaque sens.

### De Marlborough à Chippenham (30,4 km)

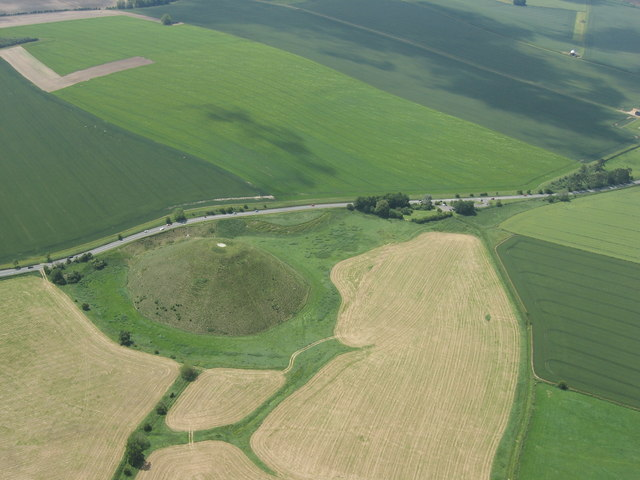
Une vue aérienne de Silbury Hill.

L'A4 continue son parcours dans le centre-ville, puis sort de Marlborough via Bridewell Street. La route passe sous un pont couvert qui relie la Morris House du Marlborough College au North Block du même établissement.
L'itinéraire continue vers l'ouest à travers le village de Fyfield, à travers Overton Hill (où se trouve un parking qui marque le début du Ridgeway National Trail) puis à travers le hameau de West Kennett. L'A4 passe également à proximité du West Kennet Long Barrow, un tumulus néolithique. Un mile plus loin sur l'A4 se trouve Silbury Hill. À l'approche du hameau de Beckhampton, la route passe à côté de Waggon & Horses Inn, un pub établi en 1669 le long de l'ancienne Bath Road. Il est mentionné dans Les Papiers posthumes du Pickwick Club de Charles Dickens.

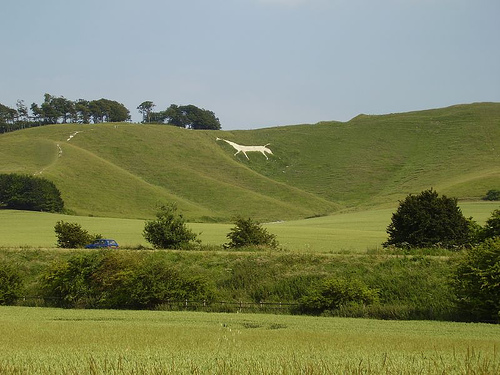
Le Cheval blanc de Cherhill vu depuis l'A4.

La route continue ensuite en passant à côté de Cherhill, dont le Cheval blanc (en) ainsi que le Lansdowne Monument peuvent être vus depuis l'A4. Elle descend ensuite une colline jusqu'au village de Quemerford et à la ville de Calne. En direction du centre-ville, la route traverse un rond-point qui redirige vers l'A3102 et Melksham. Elle passe ensuite devant l'ancien relais de poste de Lansdowne Strand. À la sortie de Calne, la route croise à nouveau l'A3102 à un rond-point, d'où il est possible de rejoindre Lyneham.
L'A4 descend en pente raide avant de remonter Black Dog Hill en passant par le domaine de la Bowood House. Ensuite, une descente raide mène à une jonction avec l'A342 en direction de Devizes, puis la route prend la direction de Chippenham.
A la périphérie de Chippenham, la route contourne Pewsham Estate. Elle descend ensuite jusqu'à l'Avon sur l'avenue de La Flèche, nommée après l'une des villes jumelées de Chippenham.

### De Chippenham à Bath (20,4 km)
La route arrive ensuite à un rond-point qui forme une jonction entre l'A4 et l'A420 vers Bristol. Elle passe devant l'hôpital communautaire de Chippenham et descend jusqu'à l'endroit où le chanteur Eddie Cochran a été tué dans un accident de la route le 17 avril 1960.
De là, elle passe sous le pont ferroviaire construit par Isambard Kingdom Brunel dans les années 1830 et continue jusqu'à sa jonction avec l'A350. Elle se dirige ensuite vers Corsham. La route traverse Pickwick, qui fait aujourd'hui partie de Corsham. Charles Dickens a séjourné à l'auberge Hare & Hounds et a utilisé le nom du village pour le titre de son roman Les Papiers posthumes du Pickwick Club.

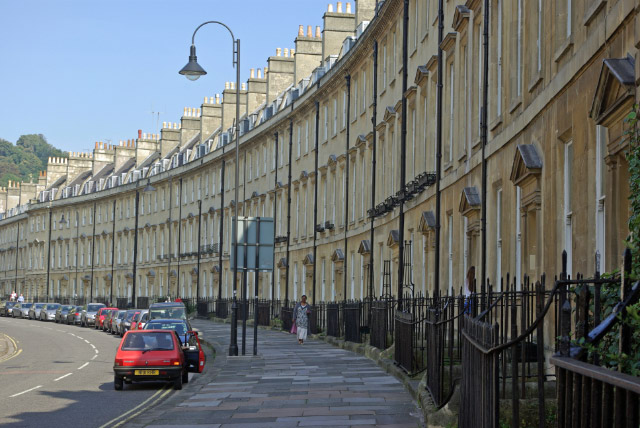
The Paragon à Bath.

Après une série de ronds-points, l'A4 poursuit son trajet en passant devant ce qui était autrefois le site des opérations navales du ministère de la Défense à Copenacre (qui est aujourd'hui un lotissement) avant de descendre en pente raide vers le village de Box. Le tunnel de Box, construit dans le cadre du Great Western Railway, est visible depuis la route. La route croise l'A365 en direction de Melksham, puis traverse la voie ferrée avant d'arriver à Bathford où elle croise l'A363 en direction de Bradford-on-Avon. L'A4 croise ensuite l'A46.
La route entre ensuite dans la banlieue de Bath en passant à côté des terrains d'entraînement du Bath RFC. L'A4 continue tout droit puis croise l'A36. Elle passe par Hedgemead Park et descend The Paragon, une rue réputée pour ses bâtiments au style georgien, avant de traverser George Street et Queen Square.

### De Bath à Bristol/Avonmouth (31,5 km)
En 1922, l'A4 se terminait à la jonction entre la George Street et la Milsom Street de Bath. En avril 1935, elle est prolongée par l'A431 et la B4044 jusqu'à Newbridge, et par l'A36 jusqu'à Avonmouth.

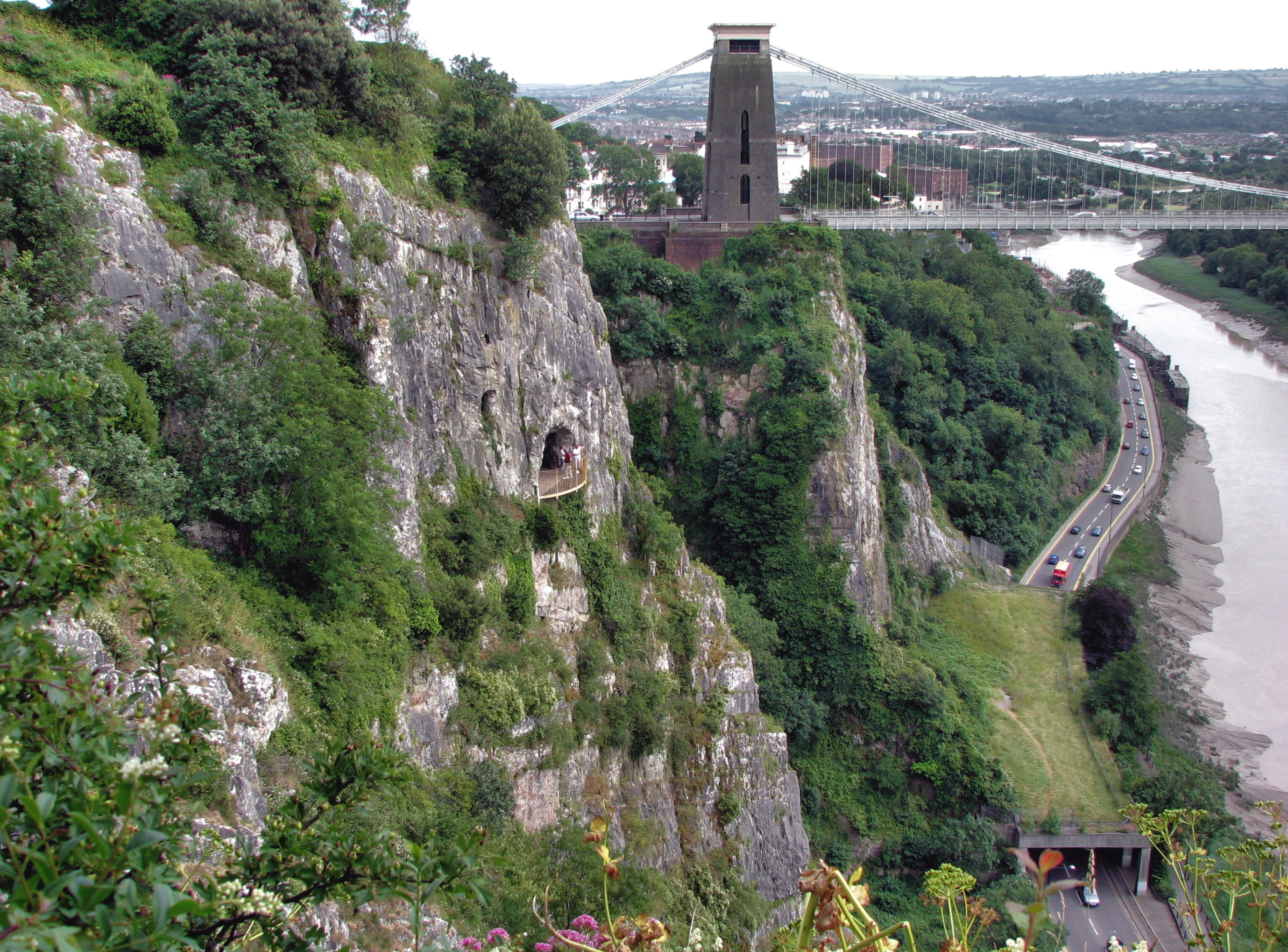
L'A4 passant sous le pont suspendu de Clifton.

L'A4 continue jusqu'à Queen Square Place et Charlotte Street, avant de se diriger le long de l'Upper Bristol Road en passant devant le Royal Victoria Park jusqu'à Newbridge Road. La route traverse l'Avon pour rejoindre l'A36 et redevient une route à double voie jusqu'à ce qu'elle croise l'A39 en direction de Wells près du Globe Inn. Elle continue à travers le village de Saltford en direction de Keynsham, puis devient une rocade et traverse la rivière Chew.
La rocade de Bath se termine lorsqu'elle croise la rocade d'Avon, la A4174. La route traverse Brislington, passe par Arnos Court Park et le cimetière d'Arnos Vale. Elle passe ensuite par un pont au-dessus de New Cut et entre dans Temple Gate où se trouve la gare ferroviaire de Bristol Temple Meads. L'A4 n'a plus d'itinéraire défini à partir de ce point jusqu'au début d'Anchor Road. Plus loin dans la ville, l'A4 suit Hotwell Road et croise l'A3029.
L'A4 passe sous le pont suspendu de Clifton. Elle sort de la ville vers Sea Mills et Shirehampton avant de passer sous la M5 pour se terminer au rond-point qui relie la M49 et l'A403 à Avonmouth.